# Cyrnellus ulmeri
Cyrnellus ulmeri är en nattsländeart som beskrevs av Oliver S. Flint Jr. 1971. Cyrnellus ulmeri ingår i släktet Cyrnellus och familjen fångstnätnattsländor. Inga underarter finns listade i Catalogue of Life.